# Cualificación profesional
Una cualificación profesional es el conjunto de competencias profesionales con significación para el empleo que pueden ser adquiridas mediante formación modular u otros tipos de formación y a través de la experiencia laboral. Una competencia profesional es el conjunto de conocimientos y capacidades que permitan el ejercicio de la actividad profesional, conforme a las exigencias de la producción y el empleo.

## Catálogo Nacional de Cualificaciones Profesionales
El Catálogo Nacional de Cualificaciones Profesionales (CNCP) es una herramienta del Sistema Nacional de las Cualificaciones y Formación Profesional (SNCFP) que organiza las cualificaciones profesionales susceptibles de reconocimiento y acreditación en España. El CNCP ordena las cualificaciones identificadas en el sistema productivo en función de las competencias apropiadas para el ejercicio profesional que son susceptibles de reconocimiento y acreditación. Incluye el contenido de la formación profesional asociada a cada cualificación y tiene estructura modular, dividido en 26 familias profesionales. Los certificados de profesionalidad se constituyen por unidades de competencia, que se organizan en módulos formativos y unidades formativas.
Los títulos de formación profesional y los certificados de profesionalidad constituirán las ofertas de formación referidas al CNCP, que tienen carácter oficial y validez en todo el territorio nacional y serán expedidos por las Administraciones competentes.
Los títulos de formación profesional y los certificados de profesionalidad tendrán los efectos que le correspondan con arreglo a la normativa de la Unión Europea relativa al sistema general de reconocimiento de la formación profesional en los Estados miembros de la Unión Europea y demás Estados signatarios del Acuerdo sobre el Espacio Económico Europeo. Dichos títulos y certificados acreditan las correspondientes cualificaciones profesionales a quienes los hayan obtenido, y en su caso, surten los correspondientes efectos académicos según la legislación aplicable.
Los títulos de formación profesional y los certificados de profesionalidad constituirán las ofertas de formación profesional referidas al CNCP, que tienen carácter oficial y validez en todo el territorio nacional y serán expedidos por las Administraciones competentes.
Tanto el Servicio Público de Empleo Estatal (SEPE) como la Administración Laboral de las comunidades autónomas son los encargados de emitir estos certificados de profesionalidad. Esto hace que tengan validez en todo el territorio nacional y te capacite para trabajar  en los diferentes puestos que es demandada esta titulación.
Existen dos vías para la obtención de los certificados de profesionalidad:
1. Mediante la formación profesional para el empleo superando todos los módulos correspondientes al certificado de profesionalidad o mediante la acumulación del módulo de prácticas no laborales y las acreditaciones parciales de los módulos formativos asociados a las unidades de competencia que comprenda el certificado de profesionalidad.[6]
2. Mediante la evaluación y la acreditación de las competencias profesionales adquiridas a través de la experiencia laboral o de vías no formales de formación, tendrá como referente el CNCP y se desarrollará siguiendo en todo caso criterios que garanticen la fiabilidad, objetividad y rigor técnico de la evaluación.

El reconocimiento de las competencias profesionales así evaluadas, cuando no completen las cualificaciones recogidas en algún título de formación profesional o certificado de profesionalidad, se realizará a través de una acreditación parcial acumulable con la finalidad, en su caso, de completar la formación conducente a la obtención del correspondiente título o certificado.
Estos procedimientos de reconocimiento de las competencias profesionales se llevan a cabo a partir de las convocatorias de las diferentes comunidades autónomas. La información sobre dichas convocatorias autonómicas se puede consultar en la página web del Instituto Nacional de las Cualificaciones, Incual y en la Sede Electrónica de la página web del Servicio Público de Empleo Estatal.
En 2021, el CNCP incorporó nuevas cualificaciones en áreas emergentes, como la transformación digital y la sostenibilidad. Estas incorporaciones responden a la necesidad de adaptar el catálogo a las demandas actuales del mercado laboral, promoviendo la empleabilidad en sectores estratégicos y en constante evolución. Estas actualizaciones facilitan a trabajadores y estudiantes el acceso a competencias clave en tecnologías innovadoras y sostenibilidad ambiental.

## Familia profesional
La Familia profesional es el conjunto de cualificaciones en las que se estructura el Catálogo Nacional de Cualificaciones Profesionales, atendiendo a criterios de afinidad de la competencia profesional. La relación de familias profesionales se establece en el anexo I del Real Decreto 1128/2003, de 5 de septiembre, por el que se regula el Catálogo Nacional de Cualificaciones Profesionales y en el Real Decreto 1416/2005, de 25 de noviembre, que lo modifica.
| Agraria              | Marítimo-pesquera                          | Industrias alimentarias    | Química                          | Imagen personal                         | Sanidad                      | Seguridad y medio ambiente |
| Fabricación mecánica | Instalación y mantenimiento                | Electricidad y electrónica | Energía y agua                   | Transporte y mantenimiento de vehículos | Industrias extractivas       | Edificación y obra civil   |
| Vidrio y cerámica    | Madera, mueble y corcho                    | Textil, confección y piel  | Artes gráficas                   | Imagen y sonido                         | Informática y comunicaciones | Administración y gestión   |
| Comercio y marketing | Servicios socioculturales y a la comunidad | Hostelería y turismo       | Actividades físicas y deportivas | Artes y Artesanías                      |                              |                            |

## Niveles de cualificación
Los 5 niveles de cualificación profesional atienden a la competencia profesional requerida por las actividades productivas en función de criterios de complejidad de la tarea, conocimientos necesarios para su realización, así como iniciativa, autonomía y responsabilidad, entre otros, de la actividad desarrollada. Son definidos en el anexo II del Real Decreto 1128/2003, de 5 de septiembre, por el que se regula el Catálogo Nacional de Cualificaciones Profesionales y en el Real Decreto 1416/2005, de 25 de noviembre, que lo modifica.
| Nivel de Cualificación | Descripción |
| ---------------------- | --- |
| Nivel 1                | competencia en un conjunto reducido de actividades de trabajo relativamente simples correspondientes a procesos normalizados, siendo los conocimientos teóricos y las capacidades prácticas a aplicar limitados |
| Nivel 2                | competencia en un conjunto de actividades profesionales bien determinadas con la capacidad de utilizar los instrumentos y técnicas propias, que concierne principalmente a un trabajo de ejecución que puede ser autónomo en el límite de dichas técnicas. Requiere conocimientos de los fundamentos técnicos y científicos de su actividad y capacidades de comprensión y aplicación del proceso         |
| Nivel 3                | competencia en un conjunto de actividades profesionales que requieren el dominio de diversas técnicas y puede ser ejecutado de forma autónoma, comporta responsabilidad de coordinación y supervisión de trabajo técnico y especializado. Exige la comprensión de los fundamentos técnicos y científicos de las actividades y la evaluación de los factores del proceso y de sus repercusiones económicas |
| Nivel 4                | competencia en un amplio conjunto de actividades profesionales complejas realizadas en una gran variedad de contextos que requieren conjugar variables de tipo técnico, científico, económico u organizativo para planificar acciones, definir o desarrollar proyectos, procesos, productos o servicios.                                                                                                  |
| Nivel 5                | competencia en un amplio conjunto de actividades profesionales de gran complejidad realizados en diversos contextos a menudo impredecibles que implica planificar acciones o idear productos, procesos o servicios. Gran autonomía personal. Responsabilidad frecuente en la asignación de recursos, en el análisis, diagnóstico, diseño, planificación, ejecución y evaluación.                          |

Los certificados de profesionalidad que se imparten en España solo comprenden tres niveles (desde el 1 al 3). Aún no hay aprobado ninguno de  los niveles 4 y 5.

## Instituto Nacional de las Cualificaciones (España)
El Instituto Nacional de las Cualificaciones (en adelante, INCUAL) fue creado por el Real Decreto 375/1999, de 5 de marzo. Está adscrito al Ministerio de Educación y con dependencia funcional del Secretaría General de Formación Profesional, como órgano técnico de apoyo de éste y responsable de definir, elaborar y mantener actualizado el Catálogo Nacional de Cualificaciones Profesionales y el correspondiente Catálogo Modular de Formación Profesional.
El Instituto Nacional de las Cualificaciones actuará como instrumento técnico, dotado de capacidad e independencia de criterios, para apoyar al Consejo General de Formación Profesional en la realización de los siguientes objetivos:
- Observación de las cualificaciones y su evolución.
- Determinación de las cualificaciones.
- Acreditación de las cualificaciones.
- Desarrollo de la integración de las cualificaciones profesionales.
- Seguimiento y evaluación del Programa Nacional de Formación Profesional.

### Unión Europea
- Marco europeo de cualificaciones para el aprendizaje permanente o European Qualifications Framework (EQF).
- Sistema europeo de transferencia de créditos para la educación y la formación profesionales o European Credit System for Vocational Education and Training (ECVET) Archivado el 16 de enero de 2014 en Wayback Machine..
- Modelo de aseguramiento de la calidad o European Quality Assurance in Vocational Education and Training (EQAVET).

- Datos: Q3412758